# Floriánská ulice (Krakov)
Floriánská ulice (polsky ulica Floriańska) je jednou z nejvýznamnějších ulic v Krakově. Je 335 metrů dlouhá a spojuje severozápadní konec Krakovského rynku s Floriánskou bránou. Nazvaná je podle Floriánské brány, kterou je na severu ukončena.
Ulice byla vytyčena již při lokaci města v roce 1257. Její název se nezměnil více než 700 let. Domy, které se na ní stavěly byly zprvu gotické, a později přestavované v následných uměleckých slozích (renesance, baroko atd.).
V roce 1330 stálo podél Floriánské ulice nejméně 10 domů, koncem 15. století už byla zastavěná celá. Zprvu to byly budovy obytného charakteru, které patřily zámožným měšťanům a šlechtě. Od konce 18. století vznikaly na Floriánské ulici restaurace, hotely, zájezdní hostince a muzea, které tak postupně zastupovaly obytnou funkci budov. V roce 1882 byla po ulici vedena koněspřežná tramvaj, která byla v roce 1901 nahrazena tramvají elektrickou. V roce 1953 byla dokončena nově vybudovaná tramvajová trasa vedoucí kolem parku Planty a provoz po ulici Floriánské byl zastaven.
Floriánská ulice leží na bývalé Královské cestě vedoucí ze čtvrti Kleparz Floriánskou branou na Krakovský rynek a odtud Grodskou ulicí ke Královskému hradu na Wawelu.

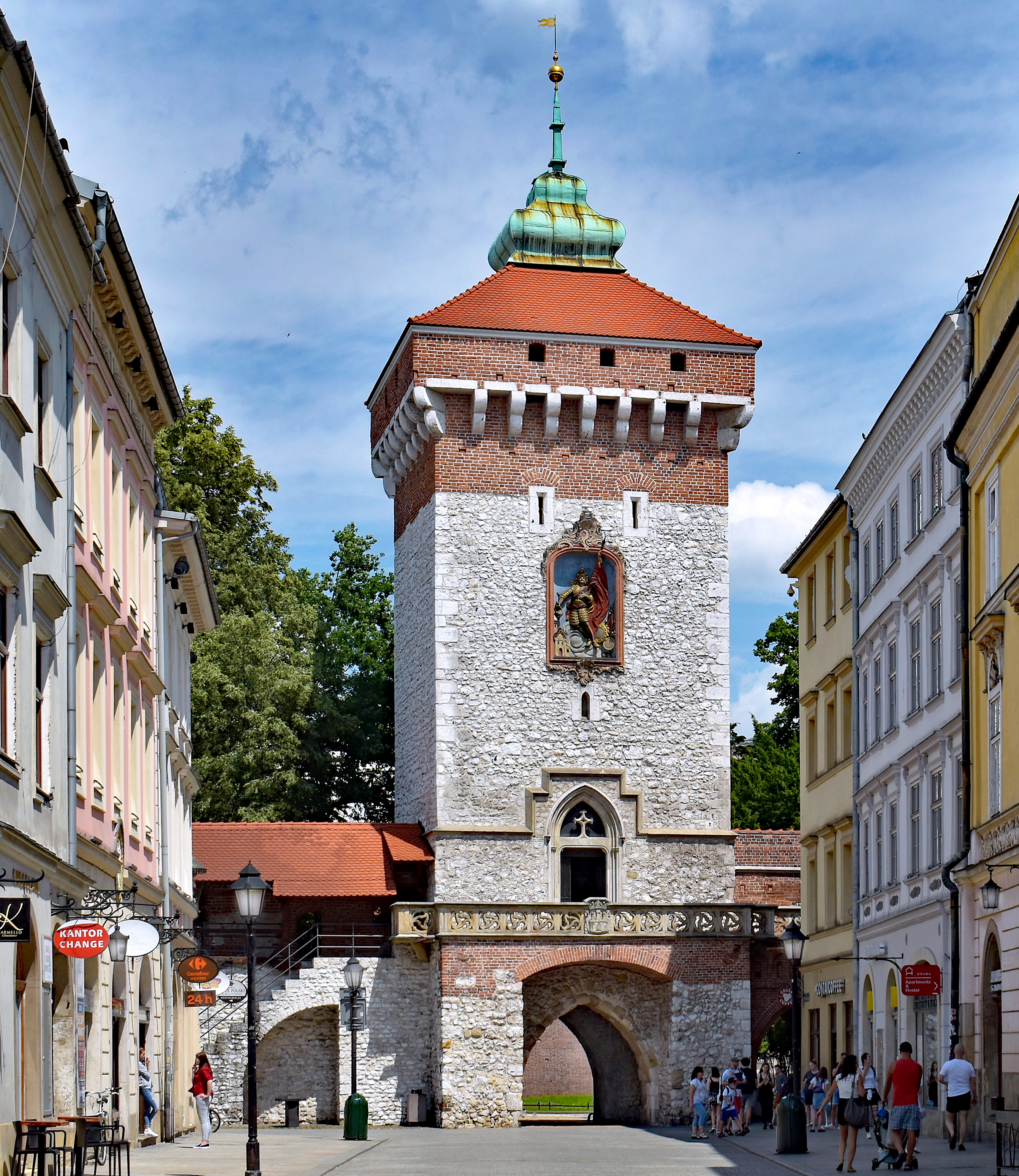
Floriánská brána
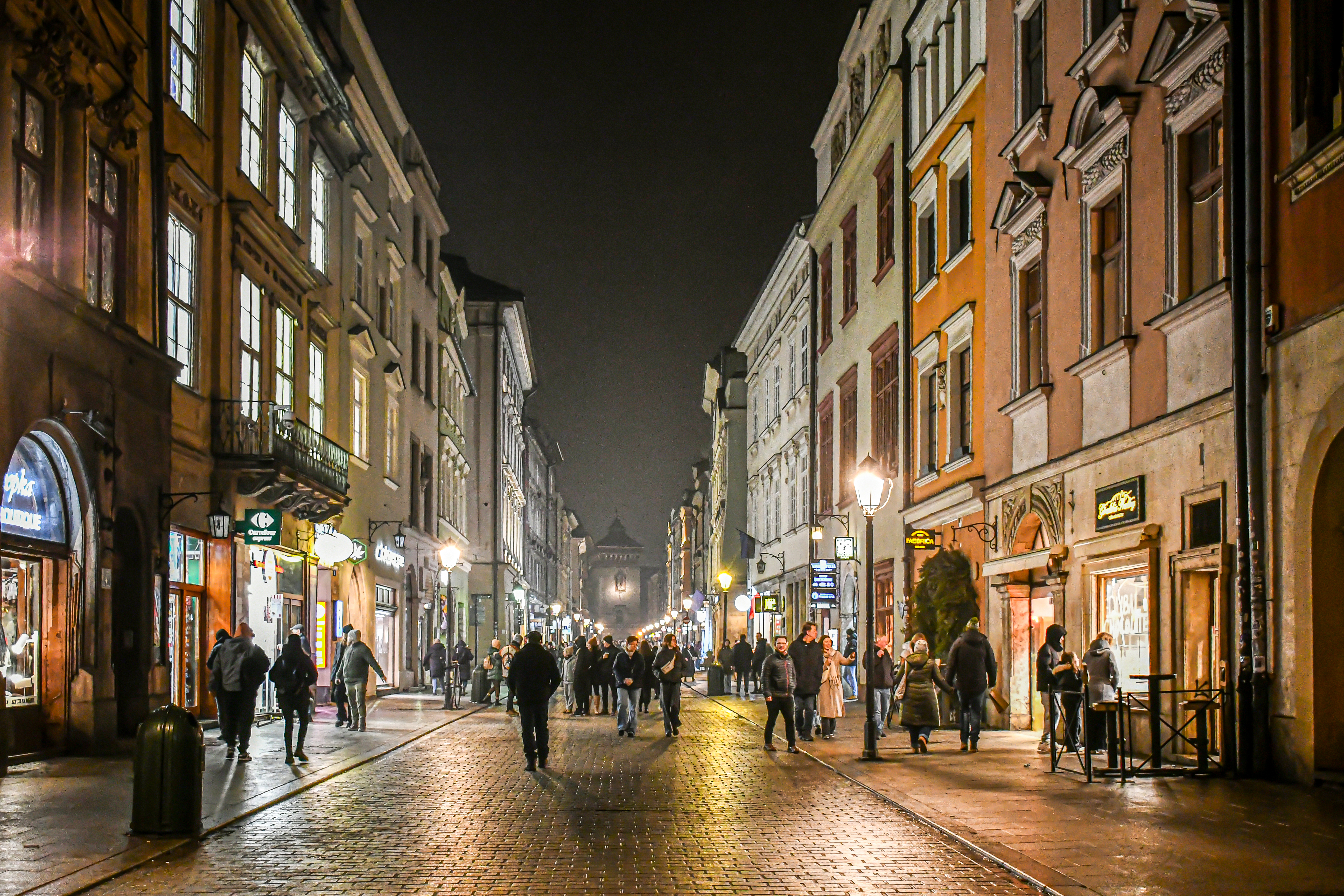
Pohled z jihu v noci (2025)